# Eva Urbanová
Eva Urbanová (ur. 20 kwietnia 1961 w Slanach) – czeska śpiewaczka operowa, sopranistka.
Uczyła się śpiewu prywatnie, u Ludmiły Kotnauerovej i jednocześnie pracowała z sopranistką Renatą Scotto. Występowała na scenach czeskich i międzynarodowych (La Scala, Covent Garden, czy Metropolitan w Nowym Jorku). Jest uważana za najlepszą wykonawczynię partii Libuszy. Nagrywa dla czeskiego wydawnictwa Supraphon. Od 1990 jest solistką Teatru Narodowego w Pradze. Od 2010 jest stałym gościem Morawsko-Śląskiego Teatru Narodowego w Ostrawie. Śpiewała z Karelem Gottem, a także interpretowała utwory takich zespołów, jak Scorpions, Nightwish, Nazareth, Queen, czy Billy Idol. Otrzymała nagrodę Ceny Thálie (1997 i 2005), nagrodę Grammy (Famous Opera Arias), kanadyjską Dora Mavor Moore Award, Nagrodę Fundacji Music Iuvenis (1993, za najlepsze wykonanie), a także Medal Za Zasługi. W 2003 została kawalerem Orderu Sztuki i Literatury Republiki Francuskiej.